# 蕭明治
蕭明治(1981年11月4日－)，台灣棒球選手，曾為美國職棒獨立聯盟黃金棒球聯盟球員，桃猿隊二軍培訓球員退役後先後擔任南港高工、新泰國中等校教練，目前為基隆市立信義國中擔任體育教師、體育組長和生教組長，另外也是基隆市信義國中棒球隊教練。

## 基本資料
- 出生日期：1981年11月4日
- 身高體重：176公分　75公斤
- 投打習慣：右投右打
- 守備位置：二壘手、游擊手
- 最高學歷：臺北市立大學競技運動訓練研究所體育學系碩士在職專班
- 英文姓名：Ming-Chih Hsiao（Max Hsiao、Hsiao, M）
- 球衣背號：29號

## 經歷
- 台北市南港高工青棒隊
- Australia N.S.W Major League Canterbury Vikings
- 台北市文化大學棒球隊
- 台北市文化大學乙組棒球隊助理教練
- 美國職棒獨立聯盟亞利桑那夏季聯盟Arizona Bisbee Miners
- 美國職棒獨立聯盟黃金棒球聯盟Tijuana Cimarrones（加州蒂華納）
- 中華職棒Lamigo桃猿隊自行培訓球員2011～2014
- 新北市東南科技大學棒球隊教練
- 新北市麗林國小少棒隊義務教練（2014年）
- 台北市南港高工青棒隊教練（2014年～2018年）
- 新北市新泰國中青少棒隊教練（2018年～）
- 台北市育成高中青棒隊總教練（2019年）
- 基隆市信義國中青少棒隊教練（2020年）
- 基隆市成功國中雙語體育教師兼任生教組長（2020-2022）
- 台北市東新國小雙語體育教師（2022-2023年）
- 基隆市成功國中雙語體育教師兼任體育組長（2023～2024）
- 基隆市成功國中青少棒隊總教練（2023～2024）
- 基隆市信義國中體育教師兼任生教體育組長（2024-）
- 基隆市信義國中青少棒隊教練（2024年-）

## 特殊事蹟
- 2006年 -- 台北市學生棒球秋季聯賽 功勞獎。
- 2007年 -- 2007年中信盃大學棒球錦標賽最佳九人外野手。
- 2007年 -- 九十六學年度全國大專院校棒球運動聯賽打擊獎第二名。
- 2010年 -- 07月22日於美國職棒獨立聯盟對戰n Diego SurfDawgs隊擊出個人旅美生涯首發全壘打。
- 2010年 -- 與朱凱良受邀參加棒球節目《打擊出去》。(09/17播出)
- 2010年 -- 11月7日參加中華職棒新人測試會，若得到職棒教練團的推薦通過即可參加2010年中華職棒新人選秀會，惜最後未通過，未得到參加選秀會資格。
- 2011年 -- 以練習生身分加入Lamigo桃猿隊。
- 2011年 -- 一百學年度全國大專院校棒球運動聯賽（一般組）文化大學棒球隊教練
- 2013年 -- 一百零二學年度全國大專院校棒球運動聯賽（一般組）東南科大棒球隊教練
- 2014年 -- 一百零三學年度高中棒球聯賽（鋁棒組）南港高工青棒隊教練
- 2015年 -- 參予中華民國學生棒球運動聯盟舉辦的104年度棒球運動聯賽教練增能教育研習
- 2015年 -- 一百零四學年度高中棒球聯賽（鋁棒組）南港高工青棒隊教練
- 2015年 -- WBSC香港國際棒球公開賽 台北市布瑞特棒球隊
- 2015年 -- WBSC香港國際棒球公開賽 安打獎
- 2016年 -- 一百零四學年度高中棒球聯賽（木棒組）南港高工青棒隊管理
- 2016年 -- 一百零五學年度高中棒球聯賽（鋁棒組）南港高工青棒隊教練
- 2017年 -- 一百零五學年度高中棒球聯賽（木棒組）南港高工青棒隊教練
- 2017年 -- 第五屆國定古蹟麥寮拱範宮媽祖盃高中棒球菁英邀請賽 南港高工青棒隊教練
- 2017年 -- 一百零六學年度高中棒球聯賽（鋁棒組）南港高工青棒隊教練
- 2018年 -- 一百零六學年度高中棒球聯賽（木棒組）南港高工青棒隊教練
- 2018年 -- 一百零七學年度國中棒球聯賽（軟式組）新泰國中青少棒隊教練
- 2019年 -- 一百零七學年度國中棒球聯賽（硬式組）新泰國中青少棒隊教練
- 2019年 -- 2019年國際乙組成棒錦標賽台灣乙組成棒藍隊
- 2019年 -- 第七屆國定古蹟麥寮拱範宮媽祖盃全國高中棒球菁英邀請賽南港高工青棒隊教練
- 2019年 -- 一百零八學年度國中棒球聯賽（軟式組）新泰國中青少棒隊教練
- 2019年 -- 第七屆黑豹旗全國高中棒球大賽 育成高中青棒隊總教練
- 2020年 -- 2020全國社區業餘錦標賽公開組打擊獎
- 2020年 -- 臺北市108學年度教育盃三級學生棒球錦標賽（青棒乙組）育成高中青棒隊總教練
- 2020年 -- 一百零八學年度高中棒球聯賽（軟式組）育成高中青棒隊總教練
- 2020年 -- 第八屆黑豹旗全國高中棒球大賽 育成高中青棒隊總教練
- 2020年 -- 一百零九學年度全國大專院校棒球運動聯賽（公開組二級）東南科大棒球隊總教練
- 2020年 -- 一百零九學年度國中棒球聯賽（軟式組）信義國中青少棒隊教練
- 2020年 -- 109年臺北市學生棒球秋季聯賽（青棒乙組）育成高中青棒隊總教練
- 2020年 -- 一百零九學年度高中棒球聯賽（軟式組）育成高中青棒隊總教練
- 2021年 -- 第九屆黑豹旗全國高中棒球大賽 育成高中青棒隊總教練
- 2021年 -- 一百一十學年度高中棒球聯賽（軟式組）育成高中青棒隊總教練
- 2021年 -- 一百一十學年度全國大專院校棒球運動聯賽（公開組二級）東南科大棒球隊總教練
- 2022年 -- 2022年臺北市社區棒球春季聯賽（U15組）秀朗巨星棒球隊教練
- 2022年 -- 111年度全國社區學生棒球大賽（U10組）秀朗巨星棒球隊總教練
- 2022年 -- 第十屆黑豹旗全國高中棒球大賽 育成高中青棒隊教練
- 2022年 -- 第25屆諸羅山盃國際軟式少年棒球邀請賽（高年級組）秀朗巨星社區棒球隊教練
- 2022年 -- 一百一十一學年度高中棒球聯賽（軟式組）育成高中青棒隊總教練
- 2023年 -- 臺北市111學年度教育盃三級學生棒球錦標賽（青棒乙組）育成高中青棒隊教練
- 2023年 -- 第十一屆黑豹旗全國高中棒球大賽 育成高中青棒隊教練
- 2023年 -- 一百一十二學年度國中棒球聯賽（軟式組）成功國中青少棒隊總教練
- 2024年 -- 113年華南金控盃全國青少棒錦標賽 基隆市代表隊總教練

## 生涯成績
美國職棒獨立聯盟成績：
| 年度   | 聯盟 | 球隊               | 出賽 | 打席 | 打數 | 安打 | 二壘 | 三壘 | 全壘打 | 打點 | 盜壘 | 四死 | 三振 | 打擊率 | 上壘率 | 長打率 | OPS   |
| ------ | ---- | ------------------ | ---- | ---- | ---- | ---- | ---- | ---- | ------ | ---- | ---- | ---- | ---- | ------ | ------ | ------ | ----- |
| 2010年 | ASL  | Bisbee Miners      | 10   | 46   | 40   | 16   | 4    | 0    | 1      | 5    | 2    | 6    | 4    | 0.400  | 0.478  | 0.575  | 1.053 |
| 2010年 | GBL  | Tijuana Cimarrones | 4    | 11   | 11   | 3    | 1    | 0    | 0      | 0    | 0    | 0    | 1    | 0.273  | 0.273  | 0.363  | 0.636 |
中華職棒聯盟二軍成績：
| 年度 | 球隊                | 出賽 | 打席 | 打數 | 安打 | 二壘打 | 三壘打 | 全壘打 | 打點 | 盜壘 | 三振 | 四死 | 壘打數 | 雙殺打 | 打擊率 | 上壘率 | 長打率 | OPS   |
| ---- | ------------------- | ---- | ---- | ---- | ---- | ------ | ------ | ------ | ---- | ---- | ---- | ---- | ------ | ------ | ------ | ------ | ------ | ----- |
| 2012 | Lamigo桃猿          | 13   | 17   | 17   | 6    | 1      | 0      | 0      | 0    | 0    | 1    | 0    | 7      | 0      | 0.353  | 0.353  | 0.412  | 0.765 |
| 2013 | Lamigo桃猿          | 12   | 13   | 13   | 5    | 0      | 1      | 0      | 2    | 0    | 1    | 0    | 7      | 0      | 0.385  | 0.385  | 0.539  | 0.923 |
|      | 中職美職生涯總計4年 | 39   | 87   | 81   | 30   | 6      | 1      | 1      | 7    | 2    | 7    | 6    | 41     | 0      | 0.370  | 0.414  | 0.506  | 0.920 |

## 相關連結
- 獨立聯盟成績
- 黃金聯盟成績
- 無名相簿 （页面存档备份，存于）

## 備註
- 其個人擊球後跑壘至一壘僅需要3.8秒。